# 莱尔姆
莱尔姆（法語：Lherm，法語發音：[lɛʁm]）是法国上加龙省的一个市镇，属于米雷区。

## 地理
莱尔姆（43°25'48"N, 1°13'19"E）面积27.26 平方千米，位于法国奧克西塔尼大區上加龙省，该省份为法国西南部内陆省份，西南端与西班牙接壤，自此顺时针与上比利牛斯省、热尔省、塔恩-加龙省、塔恩省、奥德省和阿列日省接壤。
与莱尔姆接壤的市镇（或旧市镇、城区）包括：滨河圣克拉尔、贝拉、康贝尔纳、拉巴斯蒂代特、拉韦尔诺斯-拉卡斯、米雷、普沙拉梅、圣伊莱尔。

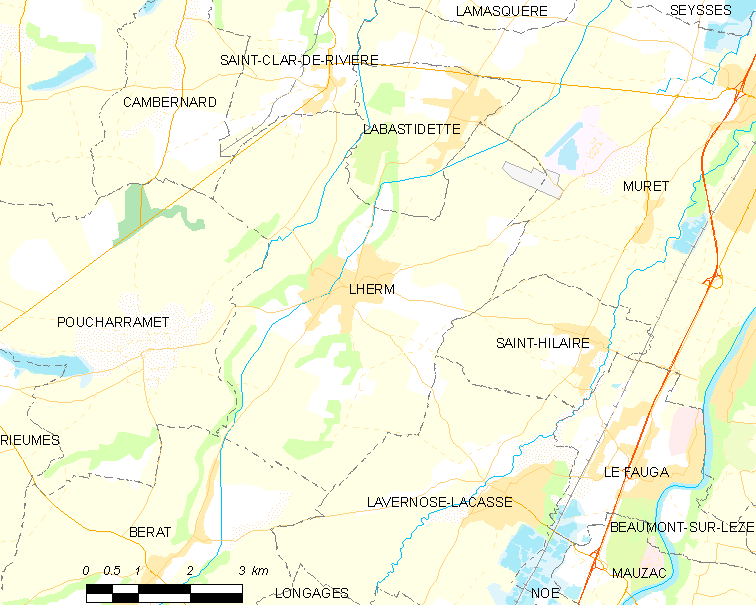
莱尔姆的OSM定位图

莱尔姆的时区为UTC+01:00、UTC+02:00（夏令时）。

## 行政
莱尔姆的邮政编码为31600，INSEE市镇编码为31299。

## 政治
莱尔姆所属的省级选区为卡泽尔县。

## 人口

1962-2008年间莱尔姆人口变化图示

莱尔姆于2022年1月1日时的人口数量为3849人。